# 瞿同祖
瞿同祖（1910年7月12日—2008年10月3日），字天贶，后改天况，生于湖南长沙，中国现代历史学家，以法律史和社会史研究而著称。

## 生平
1910年7月12日，瞿同祖生於湖南长沙。瞿同祖因生于1910年（岁在庚戌），祖父生于1850年（也是庚戌），因此名同祖。出生之日，恰好是天贶节，故字天贶。祖父瞿鴻禨，官至軍機大臣，父親瞿宣治，曾任瑞士和荷蘭公使館官員。辛亥革命后，隨祖父母迁居上海，童年在上海度过，读小学。1923年，父親過世，由叔父瞿宣穎帶到北京，先後入育英中学、汇文中学讀書。1928年，母亲在上海病逝。
1930年，因成绩优异，保送燕京大学，主修社会学。與费孝通、林耀华和黄迪同學，均受吴文藻指导，合称“吴门四犬”。 1932年，與趙曾玖結婚。1934年，获文学士学位，继续就读燕京大学研究院，在吴文藻与杨开道指导下，研究中国社会史，1936年，以论文《中国封建社会》获硕士学位，隔年由商务印书馆出版。
1938年，北京淪陷後南下重庆，任職於国民政府贸易委员会调查处。1939年夏，应吴文藻和费孝通之邀任教于云南大学，後在西南联大社会系兼课。1944年底，应魏特夫之邀赴美任哥伦比亚大学中国历史研究室研究员，从事汉史研究。1955年，因杨联陞推荐，被聘为哈佛大学东亚研究中心研究员。1962年，应邀任教于加拿大不列颠哥伦比亚大学亚洲系，开设中国通史和古汉语课程。
妻子赵曾玖已于1949年冬携子女离美回国。1965年，辞职回国。因文革，在北京住了一年，未安排工作，回原籍。妻子赵曾玖则任职于贵州省科委。1971年，始安排在湖南文史馆工作，妻子同年退休，回长沙团聚。1976年，妻病故，到北京女儿家小住，被借调到中国社会科学院近代史研究所。1978年春，正式调入近代史所，任二级研究员。1985年起享受终身不退休专家待遇。期间曾有写作计划，但未完成。
2008年10月3日，瞿同祖在北京协和医院逝世，享年98岁。

## 著作
- 中国封建社会，商務印書館，1937
- 中国法律与中国社会，商務印書館，1947
- 傳統中國的法律與社會，穆東書店，1961
- 清代地方政府，哈佛大學出版社，1962
- 汉代社会，華盛頓大學出版社，1972
- 艾登回憶錄，商務印書館，1976